# Ewazjusz II
Ewazjusz, biskup Asti, w niektórych tekstach wymieniany jako Ewazjusz II, wł. Evasio – biskup Asti w latach  685 i 713 błędnie utożsamiany ze świętym imiennikiem z IV wieku. Był następcą Benenato  przed objęciem urzędu przez Evasino.